# Uwe Römer
Uwe Römer (* 4. April 1969 in Frankfurt (Oder)) ist ein ehemaliger deutscher Florettfechter. Er ist mehrfacher deutscher Meister im Einzel und mit der Mannschaft, Europameister und Weltmeister.

## Leben
Römer focht einst für den SC Berlin und den FC Tauberbischofsheim. 
Er betreibt seit Ende seiner Karriere eine eigene Fahrschule in Tauberbischofsheim.

## Weitere Erfolge
- Olympische Spiele 1996 in Atlanta: 6. Platz Florett-Mannschaft, 11. Platz Florett-Einzel
- mehrfacher Deutscher Meister mit der Mannschaft

## Auszeichnung
Träger des Silbernen Lorbeerblatts, der höchsten sportlichen Auszeichnung in Deutschland